# Bormio
Bormio je grad u Italiji.
U nekoliko navrata je bio domaćin Svjetskog prvenstva u alpskom skijanju. 